# 楊有仁
楊有仁（1544年—？），字以義，四川成都府新都縣人，明朝政治人物。

## 生平
萬曆元年（1573年）癸酉科四川鄉試舉人，萬曆五年（1577年）丁丑科進士。萬曆十三年（1585年）三月授，試河南道監察御史，巡按陕西。十五年八月升湖广佥事、整饬武昌兵备，十九年五月任河南佥事，二十年四月以陈州指挥李承教侵费条银，致使军士躁动，兵巡佥事杨有仁以此被调职。

## 家族
曾祖楊春，祖楊廷和，仕至內閣首輔。父楊惇，嘉靖進士，官兵部主事。叔楊慎，正德狀元，官翰林院編修。嫡母歐氏；生母莘氏。